# Rotspornhuhn
Das Rotspornhuhn (Galloperdix spadicea) auch Rotes Spornhuhn ist ein ca. 36 Zentimeter großer Vertreter der Familie der Fasanenartigen.

## Aussehen
Diese Tiere haben ein schuppenartiges Federkleid. Die Männchen sind rot gefärbt, die Weibchen sind bräunlich gefärbt und mit schwarzen Tupfen versehen. Die Beine sind rot, das Schwanzende ist schwarz. Der Schnabel ist rot und an der Spitze gelb. Der nackte Bereich um die Augen ist rot.

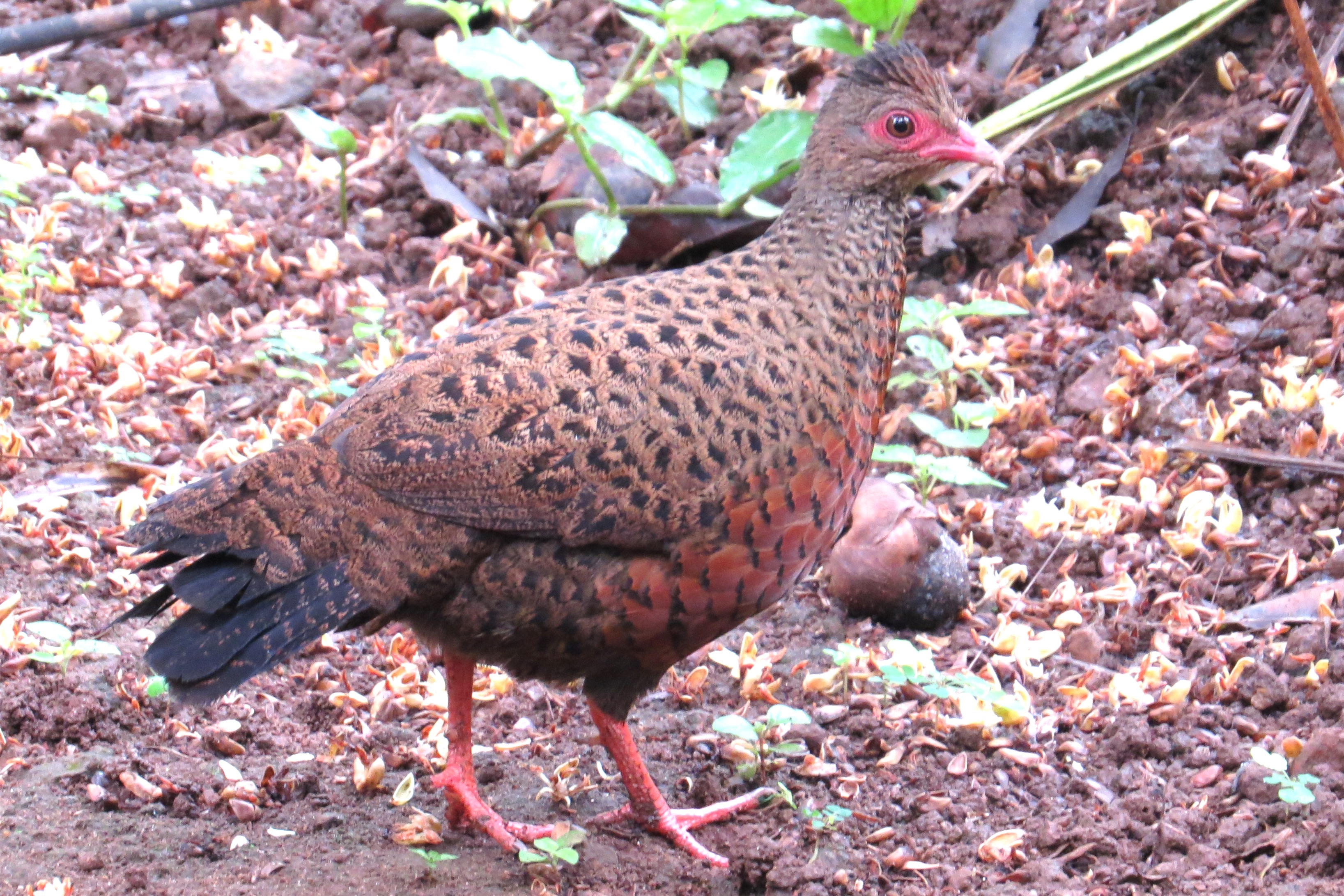
Weibliches Rotspornhuhn

## Verbreitung und Lebensraum
Das Rotspornhuhn kommt nur in Indien vor. Dort bewohnt es Hügellandschaften, kommt aber auch auf landwirtschaftlichen Nutzflächen vor.

## Lebensweise
Rotspornhühner leben in kleinen Gruppen zusammen. Sie suchen ihre Nahrung wie Wurzeln, Pflanzenknollen und Termiten, Nackt- und Gehäuseschnecken am Erdboden, die sie mit ihren Füßen freischarren.

## Fortpflanzung
Das Brutgeschäft findet von Januar bis Juni statt. Das Weibchen legt 3–5 gelblichweiße Eier in eine ausgescharrte Mulde auf dem Erdboden. Das Weibchen übernimmt das Brutgeschäft allein. Die Jungen sind Nestflüchter und verlassen das Nest wenige Stunden nach dem Schlupf. Das Männchen unterstützt das Weibchen bei der Aufzucht der Jungen.

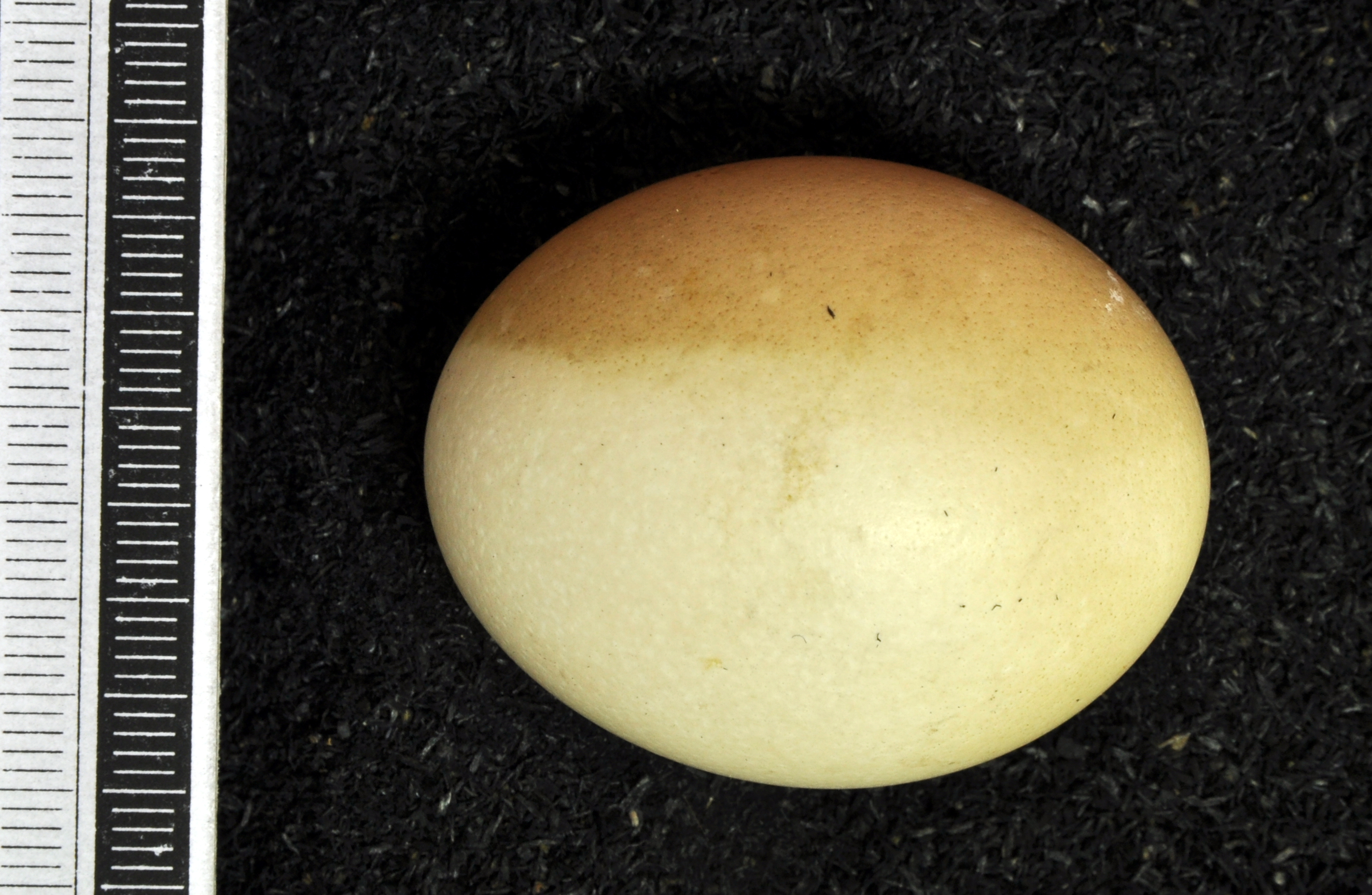
Ei des Rotspornhuhns

## Gefährdung und Schutzmaßnahmen
Da diese Art noch relativ häufig vorkommt und keine Gefährdungen bekannt sind, wird sie von der IUCN als „nicht gefährdet“ (Least Concern) eingestuft.

## Unterarten
Bisher sind drei Unterarten bekannt:
- Galloperdix spadicea spadicea (Gmelin, JF, 1789) kommt im Westen Nepals und dem nördlichen und zentralen Indien vor.
- Galloperdix spadicea caurina Blanford, 1898 kommt im Süden Rajasthans vor.
- Galloperdix spadicea stewarti Baker, ECS, 1919 ist im zentrealen und südlichen Kerala verbreitet.